# Asszonyavatás
Az asszonyavatás egyházi rítussal egybekötött szokás, a gyermekágy időszakának végét jelentette a szülés után 1–6 héttel.
Az anya a bába, esetleg jó barátnője kíséretében templomba ment; sok helyen az újszülöttet is magukkal vitték, akit avatókendővel takartak le. Az asszony egyházi áldásban részesült, amely egyúttal feloldást jelentett a gyermekágy idején érvényes tilalmak és az asszony „tisztátalansága” alól. Elsőszülött gyermek esetén az asszonyavatás révén lett az anya a falubeli asszonyok közösségének elismert, teljes jogú tagjává. Néhol ételeket is vittek magukkal a templomba, amelyeket a pap megszentelt, az asszonyavatás után három napig ezeket fogyasztották. Hazatérve egyes helyeken szokás volt a bábapohár vagy boldogasszonypohár ivása, ez alkalomból a bába köszöntőt mondott.
Az anyák általában a szülést követő második, harmadik hét után, de előfordult, hogy ennél később mentek az avatásra.